# Lady Chatterley (film)
Lady Chatterley è un film del 2006 diretto da Pascale Ferran, tratto dal romanzo di D.H. Lawrence.

## Riconoscimenti
- 2007 - Premio César
  - Miglior film
  - Miglior adattamento a Pascale Ferran, Roger Bohbot e Pierre Trividic
  - Migliore attrice protagonista a Marina Hands
  - Migliore fotografia a Julien Hirsch
  - Migliori costumi a Marie-Claude Altot
  - Nomination Miglior regista a Pascale Ferran
  - Nomination Migliore promessa femminile a Marina Hands
  - Nomination Migliore scenografia a François-Renaud Labarthe
  - Nomination Migliore sonoro a Jean-Jacques Ferran, Nicolas Moreau e Jean-Pierre Laforce
- 2007 - Premi Lumière
  - Miglior regista a Pascale Ferran
  - Miglior attrice a Marina Hands
- 2007 - Tribeca Film Festival
  - Miglior interpretazione femminile a Marina Hands
  - Nomination Miglior film a Pascale Ferran
- 2006 - Premio Louis-Delluc